# Parapercis dockinsi
Parapercis dockinsi és una espècie de peix de la família dels pingüipèdids i de l'ordre dels perciformes.

## Descripció
- Fa 17,2 cm de llargària màxima.[7]
- 5 espines i 21-23 radis tous a l'aleta dorsal.
- 2 espines a l'aleta anal.[8]

## Hàbitat i distribució geogràfica
És un peix marí, demersal (entre 25 i 290 m de fondària) i de clima subtropical (33°S-34°S), el qual viu al Pacífic sud-oriental: és un endemisme de l'arxipèlag Juan Fernández a Xile.

## Observacions
És inofensiu per als humans i present, sovint, en fons sorrencs blanquinosos on es camufla fàcilment.